# 2e étape du Tour d'Espagne 2013
La 2e étape du Tour d'Espagne 2013 s'est déroulée le dimanche 25 août 2013, entre Pontevedra et Baiona sur une distance de 177,7 km.

## Déroulement de la course
Alex Rasmussen (Garmin-Sharp), Gregory Henderson (Lotto-Belisol) et Javier Aramendia (Caja Rural-Seguros RGA) s'échappent pendant le premier kilomètre de course. Ils obtiennent rapidement plusieurs minutes d'avance. Celle-ci atteint 13 minutes au sommet de l'Alto de San Cosme, au 63e kilomètre. En tête du peloton, l'équipe Astana ne s'emploie pas à rattraper ce groupe. La vitesse augmente lorsque l'équipe Lampre-Merida, puis d'autres la relayent. À 48 km de l'arrivée, l'écart est encore supérieur à onze minutes ; il n'est plus que de trois minutes à 15 km. Rasmussen, Henderson et Aramendia sont rattrapés au début de l'ascension finale.
La vitesse imposée par l'équipe Movistar dans la montée réduit le peloton. Vincenzo Nibali (Astana) n'est plus accompagné que par Jakob Fuglsang, son coéquipier, le maillot rouge Janez Brajkovič étant en difficulté à l'arrière du groupe puis lâché. À 1,4 km de l'arrivée, Leopold König (NetApp-Endura) attaque. Il est rejoint par Nicolas Roche (Saxo-Tinkoff), Daniel Moreno (Katusha) et Domenico Pozzovivo (AG2R La Mondiale). Celui-ci attaque à son tour. Il est contré par Roche, qui remporte l'étape devant Moreno. Pozzovivo est troisième, König quatrième, suivi de près par Alejandro Valverde (Movistar), Diego Ulissi (Lampre-Merida) et Joaquim Rodríguez (Katusha),.
Arrivé quarantième avec 51 secondes de retard, Brajkovič perd le maillot rouge, au profit de son leader, Nibali. Celui-ci est arrivé 14 secondes après Roche dans un groupe de seize coureurs comprenant plusieurs favoris. D'autres ont perdu du temps durant cette étape : Sergio Henao, leader de l'équipe Sky, arrive avec 2 minutes 41 secondes de retard tout comme Samuel Sánchez (Euskaltel Euskadi) alors que Carlos Betancur (AG2R La Mondiale) finit dans un large groupe à un peu moins de dix minutes.

## Résultats

### Classement de l'étape
| Classement de la 2e étape | Classement de la 2e étape | Classement de la 2e étape | Classement de la 2e étape | Classement de la 2e étape |
|                           | Coureur                   | Pays                      | Équipe                    | Temps                     |
| ------------------------- | ------------------------- | ------------------------- | ------------------------- | ------------------------- |
| 1er                       | Nicolas Roche             | Irlande                   | Saxo-Tinkoff              | en 4 h 37 min 9 s         |
| 2e                        | Daniel Moreno             | Espagne                   | Katusha                   | + 2 s                     |
| 3e                        | Domenico Pozzovivo        | Italie                    | AG2R La Mondiale          | + 6 s                     |
| 4e                        | Leopold König             | Tchéquie                  | NetApp-Endura             | + 11 s                    |
| 5e                        | Alejandro Valverde        | Espagne                   | Movistar                  | + 12 s                    |
| 6e                        | Diego Ulissi              | Italie                    | Lampre-Merida             | + 12 s                    |
| 7e                        | Joaquim Rodríguez         | Espagne                   | Katusha                   | + 12 s                    |
| 8e                        | Ivan Basso                | Italie                    | Cannondale                | + 14 s                    |
| 9e                        | Bauke Mollema             | Pays-Bas                  | Belkin                    | + 14 s                    |
| 10e                       | Rigoberto Urán            | Colombie                  | Sky                       | + 14 s                    |
| modifier                  |                           |                           |                           |                           |

### Points attribués
| Sprint intermédiaire de Ponteareas (km 82) | Sprint intermédiaire de Ponteareas (km 82) | Sprint intermédiaire de Ponteareas (km 82) | Sprint intermédiaire de Ponteareas (km 82) | Sprint intermédiaire de Ponteareas (km 82) |
| ------------------------------------------ | ------------------------------------------ | ------------------------------------------ | ------------------------------------------ | ------------------------------------------ |
|                                            | Coureur                                    | Pays                                       | Équipe                                     | Point(s)                                   |
| 1er                                        | Alex Rasmussen                             | Danemark                                   | Garmin-Sharp                               | 4                                          |
| 2e                                         | Gregory Henderson                          | Nouvelle-Zélande                           | Lotto-Belisol                              | 2                                          |
| 3e                                         | Javier Aramendia                           | Espagne                                    | Caja Rural-Seguros RGA                     | 1                                          |
| modifier                                   |                                            |                                            |                                            |                                            |

| Sprint intermédiaire d'A Guarda (km 136,3) | Sprint intermédiaire d'A Guarda (km 136,3) | Sprint intermédiaire d'A Guarda (km 136,3) | Sprint intermédiaire d'A Guarda (km 136,3) | Sprint intermédiaire d'A Guarda (km 136,3) |
| ------------------------------------------ | ------------------------------------------ | ------------------------------------------ | ------------------------------------------ | ------------------------------------------ |
|                                            | Coureur                                    | Pays                                       | Équipe                                     | Point(s)                                   |
| 1er                                        | Gregory Henderson                          | Nouvelle-Zélande                           | Lotto-Belisol                              | 4                                          |
| 2e                                         | Alex Rasmussen                             | Danemark                                   | Garmin-Sharp                               | 2                                          |
| 3e                                         | Javier Aramendia                           | Espagne                                    | Caja Rural-Seguros RGA                     | 1                                          |
| modifier                                   |                                            |                                            |                                            |                                            |

| \| Classement de l'étape \| Classement de l'étape \| Classement de l'étape \| Classement de l'étape \| Classement de l'étape \| \| --------------------- \| --------------------- \| --------------------- \| --------------------- \| --------------------- \| \| \| Coureur \| Pays \| Équipe \| Point(s) \| \| 1er \| Nicolas Roche \| Irlande \| Saxo-Tinkoff \| 25 \| \| 2e \| Daniel Moreno \| Espagne \| Katusha \| 20 \| \| 3e \| Domenico Pozzovivo \| Italie \| AG2R La Mondiale \| 16 \| \| 4e \| Leopold König \| Tchéquie \| NetApp-Endura \| 14 \| \| 5e \| Alejandro Valverde \| Espagne \| Movistar \| 12 \| \| 6e \| Diego Ulissi \| Italie \| Lampre-Merida \| 10 \| \| 7e \| Joaquim Rodríguez \| Espagne \| Katusha \| 9 \| \| 8e \| Ivan Basso \| Italie \| Cannondale \| 8 \| \| 9e \| Bauke Mollema \| Pays-Bas \| Belkin \| 7 \| \| 10e \| Rigoberto Urán \| Colombie \| Sky \| 6 \| \| 11e \| Daniel Martin \| Irlande \| Garmin-Sharp \| 5 \| \| 12e \| Rafał Majka \| Pologne \| Saxo-Tinkoff \| 4 \| \| 13e \| Christopher Horner \| États-Unis \| RadioShack-Leopard \| 3 \| \| 14e \| Thibaut Pinot \| France \| FDJ.fr \| 2 \| \| modifier \| \| \| \| \| |                    |            |                    |          |
| Classement de l'étape |                    |            |                    |          |
| | Coureur            | Pays       | Équipe             | Point(s) |
| 1er | Nicolas Roche      | Irlande    | Saxo-Tinkoff       | 25       |
| 2e | Daniel Moreno      | Espagne    | Katusha            | 20       |
| 3e | Domenico Pozzovivo | Italie     | AG2R La Mondiale   | 16       |
| 4e | Leopold König      | Tchéquie   | NetApp-Endura      | 14       |
| 5e | Alejandro Valverde | Espagne    | Movistar           | 12       |
| 6e | Diego Ulissi       | Italie     | Lampre-Merida      | 10       |
| 7e | Joaquim Rodríguez  | Espagne    | Katusha            | 9        |
| 8e | Ivan Basso         | Italie     | Cannondale         | 8        |
| 9e | Bauke Mollema      | Pays-Bas   | Belkin             | 7        |
| 10e | Rigoberto Urán     | Colombie   | Sky                | 6        |
| 11e | Daniel Martin      | Irlande    | Garmin-Sharp       | 5        |
| 12e | Rafał Majka        | Pologne    | Saxo-Tinkoff       | 4        |
| 13e | Christopher Horner | États-Unis | RadioShack-Leopard | 3        |
| 14e | Thibaut Pinot      | France     | FDJ.fr             | 2        |
| modifier |                    |            |                    |          |

### Cols et côtes
| Alto de San Cosme (km 63) 3e catégorie | Alto de San Cosme (km 63) 3e catégorie | Alto de San Cosme (km 63) 3e catégorie | Alto de San Cosme (km 63) 3e catégorie | Alto de San Cosme (km 63) 3e catégorie |
| -------------------------------------- | -------------------------------------- | -------------------------------------- | -------------------------------------- | -------------------------------------- |
|                                        | Coureur                                | Pays                                   | Équipe                                 | Point(s)                               |
| 1er                                    | Javier Aramendia                       | Espagne                                | Caja Rural-Seguros RGA                 | 3                                      |
| 2e                                     | Gregory Henderson                      | Nouvelle-Zélande                       | Lotto-Belisol                          | 2                                      |
| 3e                                     | Alex Rasmussen                         | Danemark                               | Garmin-Sharp                           | 1                                      |
| modifier                               |                                        |                                        |                                        |                                        |

| Alto Do Monte Da Groba (km 178) 1re catégorie | Alto Do Monte Da Groba (km 178) 1re catégorie | Alto Do Monte Da Groba (km 178) 1re catégorie | Alto Do Monte Da Groba (km 178) 1re catégorie | Alto Do Monte Da Groba (km 178) 1re catégorie |
| --------------------------------------------- | --------------------------------------------- | --------------------------------------------- | --------------------------------------------- | --------------------------------------------- |
|                                               | Coureur                                       | Pays                                          | Équipe                                        | Point(s)                                      |
| 1er                                           | Nicolas Roche                                 | Irlande                                       | Saxo-Tinkoff                                  | 10                                            |
| 2e                                            | Daniel Moreno                                 | Espagne                                       | Katusha                                       | 6                                             |
| 3e                                            | Domenico Pozzovivo                            | Italie                                        | AG2R La Mondiale                              | 4                                             |
| 4e                                            | Leopold König                                 | Tchéquie                                      | NetApp-Endura                                 | 2                                             |
| 5e                                            | Alejandro Valverde                            | Espagne                                       | Movistar                                      | 1                                             |
| modifier                                      |                                               |                                               |                                               |                                               |

## Classements à l'issue de l'étape

### Classement général
| Classement général | Classement général | Classement général | Classement général | Classement général |
|                    | Coureur            | Pays               | Équipe             | Temps              |
| ------------------ | ------------------ | ------------------ | ------------------ | ------------------ |
| 1er                | Vincenzo Nibali    | Italie             | Astana             | en 5 h 7 min 22 s  |
| 2e                 | Nicolas Roche      | Irlande            | Saxo-Tinkoff       | + 8 s              |
| 3e                 | Haimar Zubeldia    | Espagne            | RadioShack-Leopard | + 10 s             |
| 4e                 | Christopher Horner | États-Unis         | RadioShack-Leopard | + 10 s             |
| 5e                 | Robert Kišerlovski | Croatie            | RadioShack-Leopard | + 10 s             |
| 6e                 | Rigoberto Urán     | Colombie           | Sky                | + 22 s             |
| 7e                 | Ben Hermans        | Belgique           | RadioShack-Leopard | + 27 s             |
| 8e                 | Alejandro Valverde | Espagne            | Movistar           | + 27 s             |
| 9e                 | Rafał Majka        | Pologne            | Saxo-Tinkoff       | + 32 s             |
| 10e                | Roman Kreuziger    | Tchéquie           | Saxo-Tinkoff       | + 32 s             |
| modifier           |                    |                    |                    |                    |

### Classement par points
| Classement par points | Classement par points | Classement par points | Classement par points | Classement par points |
| --------------------- | --------------------- | --------------------- | --------------------- | --------------------- |
|                       | Coureur               | Pays                  | Équipe                | Point(s)              |
| 1er                   | Nicolas Roche         | Irlande               | Saxo-Tinkoff          | 25 points             |
| 2e                    | Daniel Moreno         | Espagne               | Katusha               | 20 pts                |
| 3e                    | Domenico Pozzovivo    | Italie                | AG2R La Mondiale      | 16 pts                |
| modifier              |                       |                       |                       |                       |

### Classement du meilleur grimpeur
| Classement du meilleur grimpeur | Classement du meilleur grimpeur | Classement du meilleur grimpeur | Classement du meilleur grimpeur | Classement du meilleur grimpeur |
| ------------------------------- | ------------------------------- | ------------------------------- | ------------------------------- | ------------------------------- |
|                                 | Coureur                         | Pays                            | Équipe                          | Point(s)                        |
| 1er                             | Nicolas Roche                   | Irlande                         | Saxo-Tinkoff                    | 10 points                       |
| 2e                              | Daniel Moreno                   | Espagne                         | Katusha                         | 6 pts                           |
| 3e                              | Domenico Pozzovivo              | Italie                          | AG2R La Mondiale                | 4 pts                           |
| modifier                        |                                 |                                 |                                 |                                 |

### Classement du combiné
| Classement du combiné | Classement du combiné | Classement du combiné | Classement du combiné | Classement du combiné |
| --------------------- | --------------------- | --------------------- | --------------------- | --------------------- |
|                       | Coureur               | Pays                  | Équipe                | Point(s)              |
| 1er                   | Nicolas Roche         | Irlande               | Saxo-Tinkoff          | 4 points              |
| 2e                    | Alejandro Valverde    | Espagne               | Movistar              | 20 pts                |
| 3e                    | Leopold König         | Tchéquie              | NetApp-Endura         | 20 pts                |
| modifier              |                       |                       |                       |                       |

### Classement par équipes
| Classement par équipes | Classement par équipes | Classement par équipes | Classement par équipes |
|                        | Équipe                 | Pays                   | Temps                  |
| ---------------------- | ---------------------- | ---------------------- | ---------------------- |
| 1re                    | RadioShack-Leopard     | Luxembourg             | en 14 h 22 min 18 s    |
| 2e                     | Saxo-Tinkoff           | Danemark               | + 8 s                  |
| 3e                     | NetApp-Endura          | Allemagne              | + 46 s                 |
| modifier               |                        |                        |                        |

## Abandon
- Koldo Fernández (Garmin-Sharp) : non-partant